# Ugarska voda
Ugarska voda (franc. l’eau de Hongrie), larendogra (franc. (l'eau de) la reine d'Hongrie: (voda) ugarske kraljice) ili voda ugarske kraljice (lat. aqua reginae Hungaricae) bio je prvi (europski) parfem baziran na alkoholu, a potječe iz kasnog 14. stoljeća. Prema legendi prvi je put formuliran na zapovijed ugarske kraljice koja se katkad naziva Izabelom, iako se obično navodi kao Elizabeta, odnosno u jednom dokumentu "sveta Elizabeta, kraljica ugarska" (ovo može biti konflacija mnogih pojedinaca). Ove legende, i dokumentirane referencije o njegovoj pripremi, uglavnom potječu do ranih godina sredine 17. stoljeća, pa detalji koji potječu iz naknadnih stoljeća mogu dovesti do zbrke.
Kraljica o kojoj je riječ često se pretpostavlja da je Elizabeta Poljska (1305. – 1380.) iako se pojedini detalji njezina života ne podudaraju s onima iz najčešćeg prikaza legende; još je nevjerojatnije da bi to mogla biti sveta Elizabeta Ugarska (1207. – 1231.) koja osim što je živjela prerano nije ni bila kraljica (valja primijetiti da je tehnika destilacije postala dobro poznata u Europi tek oko 1150. do 1250.). Jedina prihvatljiva kraljica Elizabeta (kasno 13. stoljeće) čini se jednako tako preranom da bi bila čvrstom kandidaticom.
Točan datum pronalaska ugarske vode izgubljen je u povijesti. Jednako je nejasno tko ju je točno stvorio. Neki izvori kazuju da je to bio neki zatvoreni redovnik koji ju je prvi dao Elizabeti iako ju je najvjerojatnije izradio dvorski alkemičar (koji je također mogao biti redovnik, time pomirivši ove dvije tradicije). Najstariji sačuvani recepti nalažu destilaciju svježa ružmarina (i vjerojatno majčine dušice) s jakim vinjakom dok naknadne formulacije sadrže lavandu, metvicu, kadulju, mažuran, kostus, narančin cvijet i limun.
S obzirom na same legende ugarska se voda prvi put pojavila izvan Ugarske 1370. godine kada ju je dobio francuski kralj Karlo V. Mudri, slavan po svojoj ljubavi prema mirisima.
Ugarska je voda bila poznata diljem Europe tijekom mnogih stoljeća, a sve do pojave kolonjske vode u 18. stoljeću bila je najpopularniji miris i lijek u uporabi. Slično ostalim biljnim i cvjetnim proizvodima ugarska vodica nije bila samo puki (ili čak glavni) miris nego i vrijedan lijek; rani recepti savjetuju da se korisnik njome pere, ali i da je pije radi postizanja najveće koristi od nje.
Iako je bio vrlo rašireni srednjovjekovni lijek, i danas se rabi, pogotovo kao parfem. Kraljici sv. Elizabeti Ugarskoj, kojoj ga srednjovjekovna legenda pripisuje, služio je za ljepotu te masiranje paraliziranih udova i gihta od kojih je bolovala kraljica pred kraj života. Prema legendi, mađarska kraljica Elizabeta Ugarska bolovala je od gihta i reume, ali je bolest uspjela izliječiti parfemskom vodicom od destilata ružmarina, lavande i metvice (prema nekim autorima sastav je ružmarin, cedar i terpentin). Vodicu je upotrebljavala i u kozmetičke svrhe, pa je uspjela toliko pomladiti lice i tijelo da ju je u njezinoj 72 godini zaprosio mladi poljski kralj. Ta čuvena parfemska vodica predstavljena je europskoj eliti 1370. u Parizu na dvoru Karla V. Mudrog.

## Priprema
Prirema se tinktura od ružmarina i na isti način tinktura od lavande; tri dijela tinkture od ružmarina se primiješa jednom dijelu tinkture od lavande (unutarnja primjena: mala žličica na dan – samo za odrasle, vanjska primjena: za trljanje, masažu, protiv reume, uloga, raznih bolova). Tinkture su tekući alkoholni ekstrakti iz ljekoviti biljaka. Za tinkture se upotrebljava 40, 50 ili 70-postotni alkohol.